# 非人類
非人类（英語：或）是指显现出一些人类特質，但不足以被视为人类的任何實體。在不同語境下，該詞語有不同含義。它既可以指具備與人類相似的思考、情感或認知能力的生物，也可以指已發展出一定人类智慧的对象，例如机器人或车辆。

## 动物权利和人格性
在动物权利运动中，“人类动物”和“非人类动物”常常被區別開來。动物权利运动的參與者普遍认识到，非人类的动物有一些與人類个体相似的特質。例如，各种非人类动物已被证明可以感知疼痛，並具有同情、记忆和一些认知功能。一些动物权利活动家认为，人类和非人类动物之间的相似之处证明，賦予非人类动物權利是正當的，正如人类社会赋予人类的那些權利（例如自我保护的权利）。有些人甚至希望所有非人类动物，或至少是那些能充分思考且有意识思維的動物（例如脊椎动物和一些无脊椎动物，如头足綱动物），被赋予完全的人格权。

### 猩猩「桑德拉」
1986 年 2 月 14 日出生于东德的罗斯托克动物园的桑德拉（Sandra）是一只混血猩猩，具有婆罗洲猩猩和苏门答腊猩猩这两种不同的物种的血統。在德国，當時還叫玛丽莎（Marisa）的桑德拉被转移到第二家动物园，然后在 1994 年 9 月 17 日被轉移到阿根廷。在布宜诺斯艾利斯动物园，改名爲桑德拉。2019 年从布宜诺斯艾利斯动物园搬离后，桑德拉目前居住在佛罗里达州的类人猿中心（The Center for Great Apes）。
桑德拉有一个女兒，名叫 Shembira 或 Gembira。她出生於 1999 年 3 月 2 日，在 2008 年被转移到中国山東荣成市西霞口野生动物公園。2015 年布宜诺斯艾利斯的宪法保护法庭案件（英語：amparo court case）揭露，布宜诺斯艾利斯动物园试图让桑德拉与一只名叫 Max 的猩猩交配，但失敗了，因为桑德拉宁愿坐在外面的雨雪中。
2014 年 12 月 18 日，在要求布宜诺斯艾利斯动物园释放桑德拉的人身保护令案件中，桑德拉被法庭視作「权利主体」（英語：subject of rights）。該起人身保护令申请的被拒絕，但法庭指示布宜諾斯艾利斯的检察官办公室在 2015 年起诉动物园涉嫌虐待的行为。“权利主体”這一說法使猩猩桑德拉作为“非人类”的地位在法律上仍不确定。直到 2015 年 10 月 21 日，法官埃琳娜·阿曼达·利伯托里 （Elena Amanda Liberatori）在桑德拉的宪法保护案中裁定桑德拉是“非人类人格”（英語：或西班牙語：），并命令布宜诺斯艾利斯市提供“保持其认知能力所必需的”的事物。判决几天后，双方都表示将上诉。

## 人工智慧
「非人類」一詞也被用於描述表現有一定类似人类特質的计算机程序和机器人设备。在科幻小说和现实世界中，计算机程序和机器人都被构建爲表現出一定的感知和同情，以执行需要人机交互的任务。機器人也越來越多地出現在疗养院或参与提供老年人护理。计算机程序已在学校使用多年，以为儿童提供一对一的教育。 拓麻歌子（寵物蛋）流行於20世紀初期，是一種顯示在手持電子設備屏幕上的電子寵物，需要孩子们提供照顾、关注和营养，以保持其“存活”。